# Vermiculite
La vermiculite est un minéral naturel de la famille des phyllosilicates de formule chimique (Mg,Ca)0,7(Mg,Fe,Al)6(Al,Si)8O22(OH)4·8H2O formé par l'hydratation de certains minéraux basaltiques et souvent associé dans la nature à l'amiante. Il possède des propriétés d'expansion sous l'effet de la chaleur (exfoliation) et est principalement utilisé industriellement sous forme exfoliée.
En 2000, la production mondiale de vermiculite était de plus de 500 000 tonnes, les principaux pays producteurs étant la Chine, l'Afrique du Sud, l'Australie, le Zimbabwe et les États-Unis.

## Étymologie
Racine provenant du latin vermiculatus ou vermiculus. Vermiculite : composé de vermicules. Le mot vermiculite s'apparente aux termes vermicelle, vermiculé et vermiculure, car la tranche des feuillets de ce phyllosilicate présente de petites lignes, de petites stries sinueuses rappelant celle des galeries ondoyantes laissées par des vers dans des matériaux comme ceux du sol, des sédiments ou du bois (vermoulure). L'aspect des copeaux de vermiculite expansée à la chaleur évoque également celui de la vermoulure de bois en raison de leur même morphologie irrégulière, de leur très faible densité et de leur grande surface spécifique, ce qui leur confère une grande capacité d'absorption de liquide par capillarité.

## Structure cristalline et propriétés physiques
La vermiculite possède une structure argileuse monoclinique de type 2:1, avec deux feuillets de type tétraédrique (T, tétraèdre de silice, SiO2) entourant chaque feuillet de type octaédrique (O, octaèdre d'alumine ou de gibbsite, Al2O3). Sa structure est de type TOT.
Elle possède une capacité d'expansion ou de contraction moyenne et est considérée comme une argile à faible capacité d'expansion. Sa dureté Mohs est de 1,5 à 2 et sa densité de 2,3 à 2,7. Sa capacité d'échange cationique est élevée, de l'ordre de 100-150 meq/100 g. Les argiles de type vermiculite ont une structure de micas au sein desquels les ions K+ situés entre les feuillets ont été remplacés par des cations Mg2+ et Fe2+.

## Applications industrielles
La vermiculite entre dans de nombreuses applications industrielles et est utilisée sous diverses formes : 
- forme moulée, liée à du silicate de sodium, pour des utilisations en :
  - isolation thermique à haute température,
  - matériaux réfractaires,
  - ignifugation de structures en acier ou de tuyaux ;
- isolant de faible densité ;
- additif pour l'ignifugation de plâtres, mortiers, bétons ;
- matériau absorbant pour empêcher l'écoulement de liquides corrosifs ou toxiques (acides, hydrocarbures, composés chimiques...) ;
- matériau d'emballage pour récipient de liquide ;
- échangeur d'ions ;
- substrat de culture ou support de liquide en hydroponie ;
- support de croissance pour les micro-organismes pour tester la biodégradabilité des plastiques ;
- litière absorbante pour les vivarium de reptiles et d'arthropodes.

## Producteurs de vermiculite exfoliée
Le principal exportateur mondial de minerai de vermiculite est l'Afrique du Sud, mais beaucoup de pays industrialisés comptent des industriels exfoliateurs sur leur sol. Ces industriels pratiquent couramment également l'exfoliation de la perlite, la perlite et la vermiculite étant souvent vendues conjointement. Il existe une organisation internationale, The Vermiculite Association, qui représente les intérêts des industriels du domaine. Nombre des membres de cette association sont également adhérents de The Perlite Institute.

## Controverses concernant les risques sanitaires

### Aux États-Unis
De 1920 à 1980, la vermiculite utilisée aux États-Unis provenait principalement d'une mine située à Libby (Montana, États-Unis). Elle était commercialisée sous le nom de Zonolite (la marque Zonolite a été acquise par W. R. Grace and Company en 1963). Elle est utilisée dans plus de 35 millions de foyers aux États-Unis d'après le gouvernement américain. Cette mine a été fermée en 1990, après qu’il a été prouvé que sa vermiculite était trop riche en amiante, mettant en danger la santé des ouvriers. Dans la décennie précédente, les médecins avaient en effet constaté un épaississement pleural, un épanchement pleural, ou une fibrose interstitielle chez 2,2 % d'une cohorte étudiée de 513 personnes.
Un article scientifique invite à reconsidérer (à la hausse) le risque lié à l’exposition des travailleurs à la vermiculite. Les chercheurs ont suivi 280 cas de cette même cohorte (sur les 431 ouvriers encore vivants) et ont aujourd'hui diagnostiqué un épaississement et/ou épanchement pleural chez 28,7 % de ces cas, avec une fibrose interstitielle dans 2,9 % des cas. Le risque augmente donc avec la durée d’exposition et perdure (multiplication par 10 du nombre de cas en 25 ans dans ce cas), ce qui souligne le besoin d'un suivi épidémiologique plus large, et étendu dans le monde, car d'autres mines de vermiculite pourraient également contenir de l'amiante, d'autant que cette étude a montré qu’« un nombre significatif de travailleurs exposés à la limite réglementaire actuelle peuvent avoir des anormalités pleurales ». Ceci laisse supposer que les ouvriers travaillant dans le domaine de l'isolation pourraient être concernés. Mais James Lockey, coauteur de l'article, estime que les risques pour les utilisateurs de produits contenant de la vermiculite produite par la mine de Libby restent faibles.
Un article paru le 3 décembre 2006 dans le Salt Lake Tribune de Salt Lake City affirme que William Russell Grace et d'autres industriels ont caché les risques sanitaires liés à la vermiculite et que plusieurs sites de la vallée de Salt Lake City ont été traités par l'Agence de protection de l'environnement des États-Unis parce qu'ils présentaient une contamination par la vermiculite. W. R. Grace a démenti vigoureusement ces affirmations.

### Au Canada
Au Canada, l'isolant Zonolite® Attic Insulation suscite des préoccupations. La vermiculite qu'il contenait provenait lui aussi de la mine Libby au Montana. 
Selon le CCHST, « tant que l’isolant à base de vermiculite demeure intact derrière les murs intacts ou dans les espaces inoccupés et ne se retrouve pas dans l’air, il n’est pas préoccupant ».

### En France
En France, « il n’y a pas eu de scandale de ce type », indique Michèle Guimon, spécialiste de l’amiante à l’Institut national de recherche et de sécurité (INRS). Quant aux distributeurs de vermiculite, « on leur conseille toujours de vérifier les bulletins d’analyse pour s’assurer qu’elle ne contient pas d’amiante », car de l'amiante pourrait également être associée à d'autres gisements de vermiculite, et le cas de la mine de Libby pourrait ne pas être isolé.